# Pierre Le Tellier
Pour les articles homonymes, voir Le Tellier.
Pierre Le Tellier, né à Vernon le 28 août 1614 et mort vers 1702 à Rouen, est un peintre français. 

## Biographie
Neveu et élève de Poussin, Pierre Le Tellier a passé quatorze ans à ses côtés à Rome. Il a peint d'excellents tableaux se distinguant par la noblesse du style et la simplicité de la composition.

## Œuvres

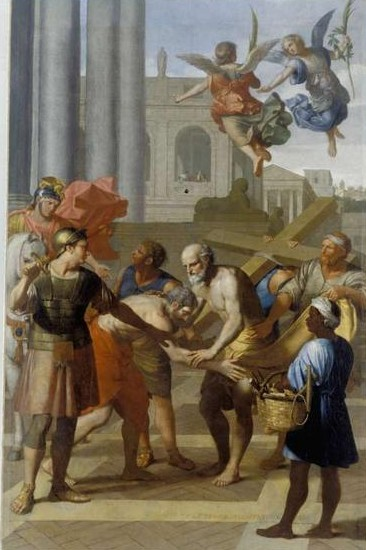
Les adieux de saint Pierre et de saint Paul; dit aussi Les adieux de saint Pierre et de Sylas; dit autrefois Domine Quo Vadis?

- La Sainte Famille, (1658), huile sur toile, 215 × 121,5 cm (provenance : Couvent des Grands Augustins, Rouen),  Musée des beaux-arts, Rouen.
- Vision de saint Bernard,
- Apparition de Jésus à saint Pierre,
- Siméon et l’enfant Jésus,
- Le repos en Égypte,
- Saint Joseph portant l’Enfant Jésus, (1665), huile sur toile, 207,5 × 153 cm (provenance: Couvent des Cordeliers, Rouen), Musée des Beaux-Arts de Rouen.
- Trois figures d'anges en pleurs, huile sur toile, diamètre: 97 cm (provenance: église Saint-Denis, Rouen), Musée des Beaux-Arts de Rouen.
- Jésus et saint Pierre,
- Christ mort,
- Notre-Dame du rosaire également appelé La remise du Rosaire à saint Dominique, huile sur toile, 218 × 157 cm (provenance: Couvent des Carmes, Rouen), Musée des Beaux-Arts de Rouen.
- Les pèlerins d’Emmaüs, Musée des Beaux-Arts de Rouen.